# Gladius

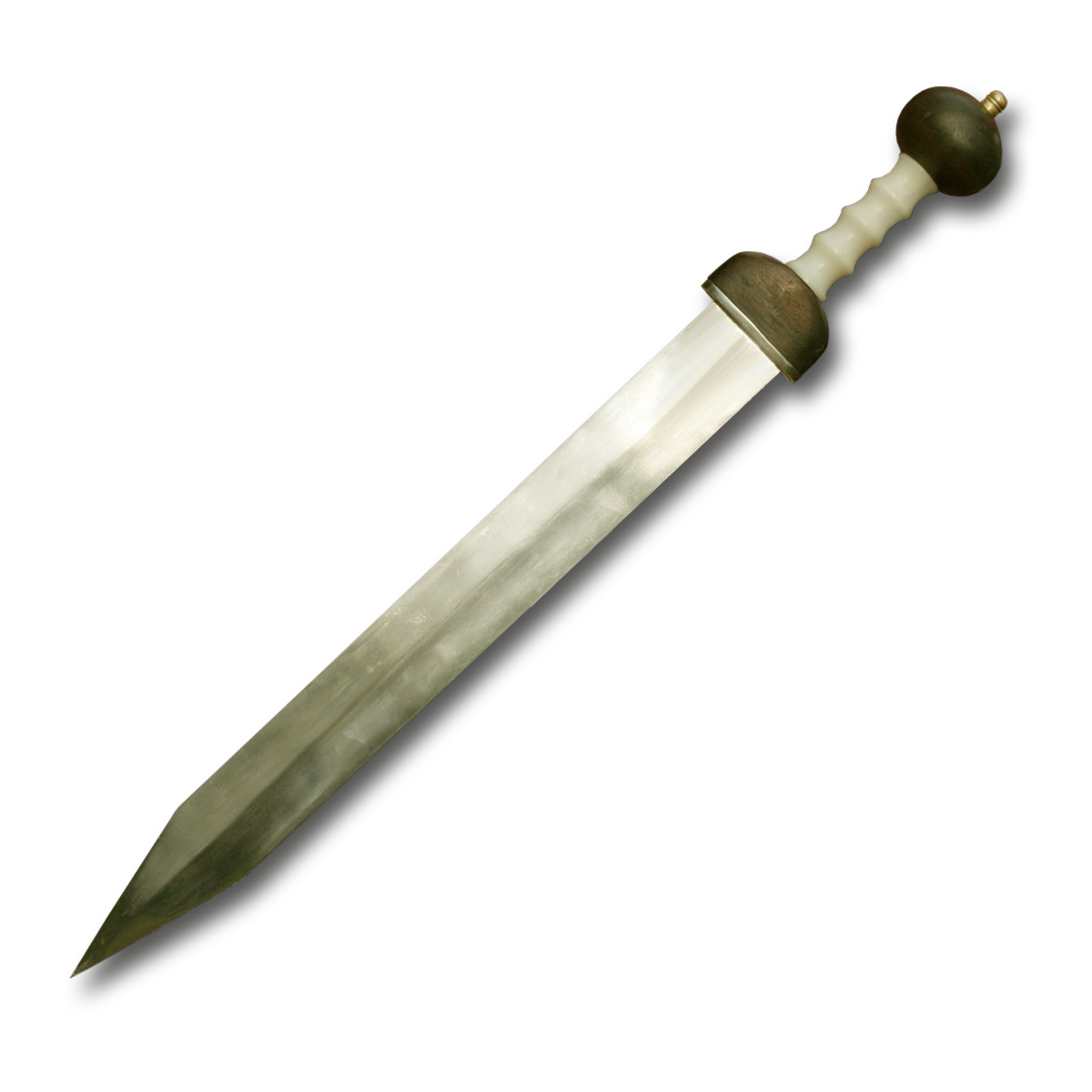

De gladius (mv. gladii) is het korte zwaard dat de Romeinse legionairs gebruikten. Hoofdzakelijk was dat de gladius hispansiensis (Spaans zwaard) dat zeer scherp en redelijk lang was zodat er zowel mee gestoken als gekapt kon worden. De kling van het zwaard was ongeveer 64 tot 69 cm lang, had een 4,5 centimeter breed lemmet, en woog tussen de 1,2 kg tot 1,6 kg. Later werd dit type korter en was het alleen nog maar bedoeld om mee te steken (Mainz-type). Tijdens het Romeinse Keizerrijk kreeg de gladius evenwijdige zijden (Pompeii-type). Van dit woord is ook het woord "gladiator" afgeleid.
Dit zwaard werd door de Romeinse soldaten rechts gedragen, zodat ze, zij aan zij staand in het gevecht, elkaar niet zouden hinderen bij het trekken van het zwaard.
De gladius had een handvat van hout, been, ivoor of hertshoorn, en werd gedragen in een schede, die bij het Mainz-type volledig met metaalbeslag (in brons of messing) verstevigd was. Bij het Pompeii-type werden alleen boven- en onderkant van de schede verstevigd. Dit beslag kreeg meestal een mooie decoratie voorzien van figuurtjes (bijvoorbeeld de oorlogsgod Mars) en palmetten. Rond het beslag zaten twee beugels met vier ringen waarmee het zwaard aan de gordel werd bevestigd. Vanaf het midden van de eerste eeuw na Chr. hing dit zwaard niet langer aan een gordel om het middel, maar aan een schouderriem (balteus). 
De Romeinen namen dit zwaard over van de Keltiberische zwaarden waarmee ze in aanraking kwamen tijdens de Punische oorlogen met enkele aanpassingen. Vandaar de naam gladius hispanicus of gladius hispaniensis. De legionair droeg zijn zwaard aan de rechterzijde van zijn leren riem, samen met zijn dolk (pugio). Een tweesnijdend mes, dat gebruikt werd voor verdediging of bij de maaltijd om het eten te snijden.
De Romeinse Gladius was een bijzonder effectief kortzwaard, de Romeinse legionair gebruikte dit wapen voornamelijk om te steken, maar het zwaard was daarbij ook geschikt om mee te slaan/snijden. Toen de Romeinen Macedonië innamen, kwamen de soldaten van Macedonië in opstand. Zij meenden dat het zwaard van de Romeinen zulke afgrijselijke wonden veroorzaakte dat het onmenselijk was om tegen hen te moeten vechten.
De Romeinse cavalerie gebruikten een langere versie van hetzelfde wapen, namelijk de Spatha. In de late keizertijd werd ook de legionair uitgerust met een Spatha.